# Kalmosaari (ö i Leppävirta, Paljakkaselkä)
Kalmosaari är en ö i Paljakkasjön i Finland. Ordet kalmosaari hänvisar antagligen att ön har varit begravningsplats. Ön ligger i kommunen Leppävirta i Leppävirta kommun i den ekonomiska regionen  Varkaus  och landskapet Norra Savolax, i den sydöstra delen av landet, 300 km nordost om huvudstaden Helsingfors. Kalmosaari ligger i kommunen Leppävirta i sjön Paljakka.